# Granica polsko-czeska
Granica czesko-polska – granica międzypaństwowa pomiędzy Republiką Czeską a Rzeczpospolitą Polską.
Czechy są jednym z siedmiu państw graniczących obecnie z Polską. Stan ten utrzymuje się od 1 stycznia 1993 roku, gdy doszło do rozpadu Czechosłowacji. Obecna granica z Czechami stanowiła część granicy z Czechosłowacją i miała identyczny przebieg.

## Obecny przebieg

### Przebieg granicy

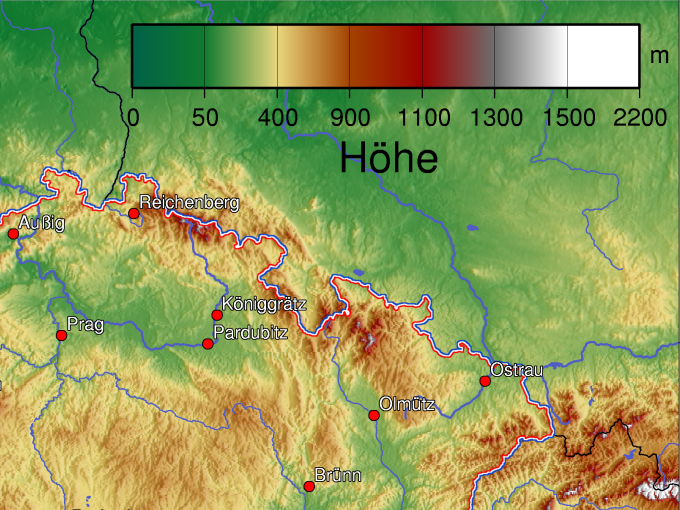
Mapa ukształtowaniu terenu wzdłuż granicy

Granica polsko-czeska biegnie od doliny Żytawy, na południe od Bogatyni do Zawidowa, przez Góry Izerskie, doliną Izery, Przełęczą Szklarską, grzbietem Karkonoszy, Przełęczą Lubawską, Górami Stołowymi, przecina Kudowę-Zdrój, przechodzi między Górami Bystrzyckimi i Górami Orlickimi, wzdłuż doliny Orlicy, Przełęczą Międzyleską, Masywem Śnieżnika, Górami Złotymi, w pobliżu Złotego Stoku, przez Głuchołazy na południe do Prudnika, doliną Opawicy i Opawy, przecina dolinę Odry, biegnie wzdłuż doliny Olzy, przez Cieszyn, grzbietem masywu Czantorii i Stożka w Beskidzie Śląskim, do doliny Olzy i dalej do punktu styku granic Polski, Czech i Słowacji w Jaworzynce-Trzycatku, na Trójstyku.

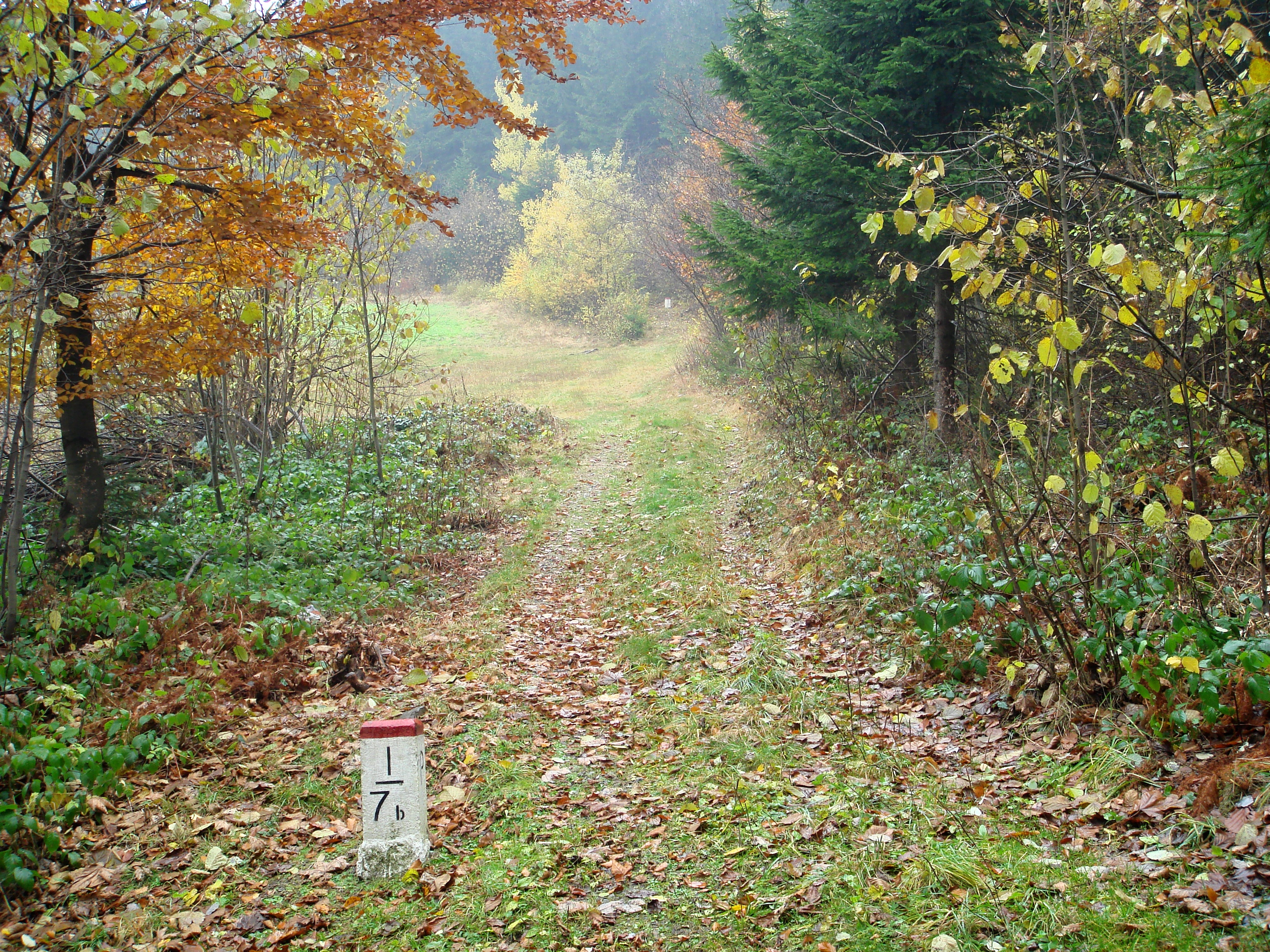
Granica polsko-czeska Jaworzynki, znak graniczny nr I/7b

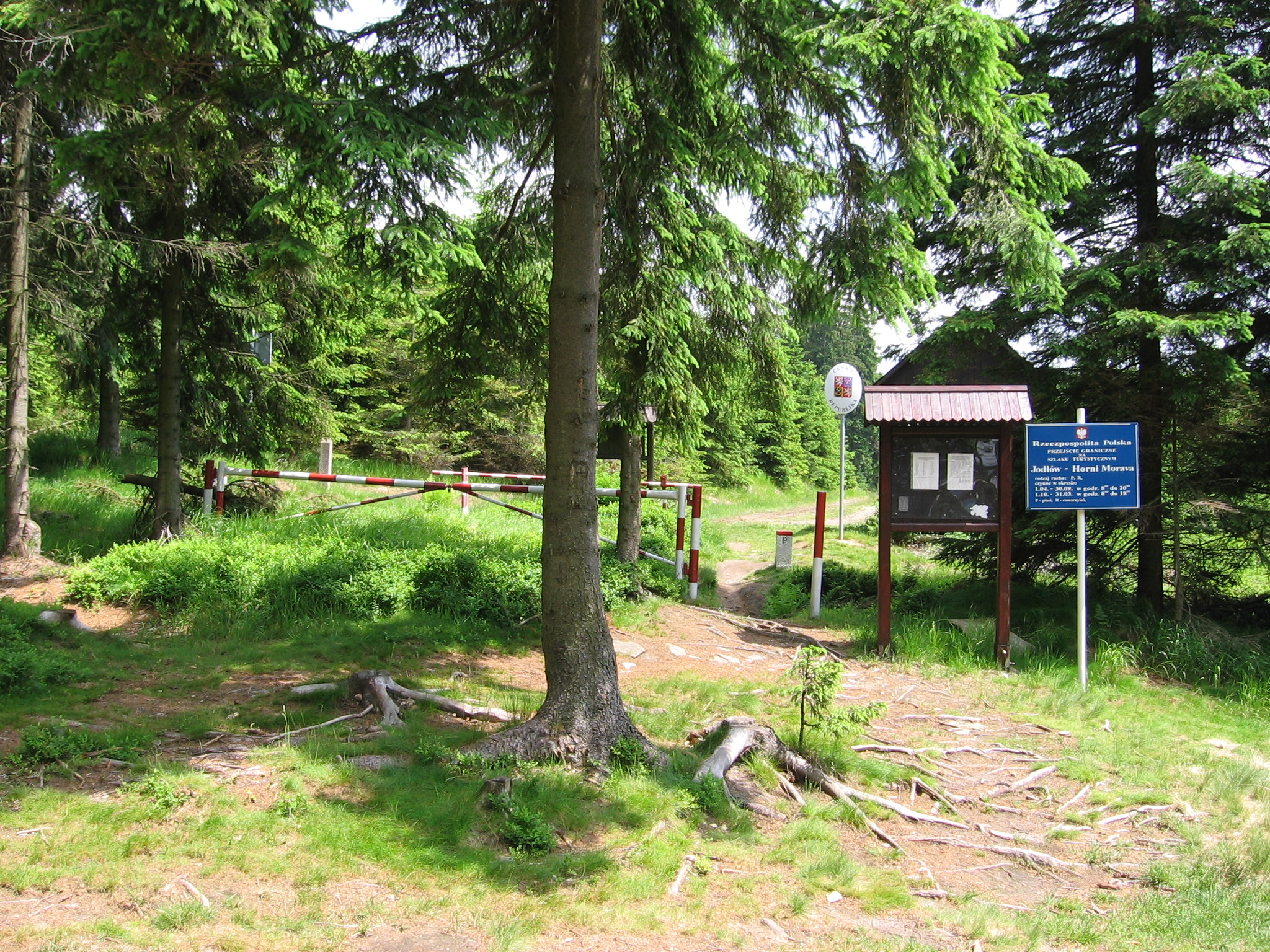
Dawne przejście graniczne Jodłów-Horní Morava na granicy polsko-czeskiej

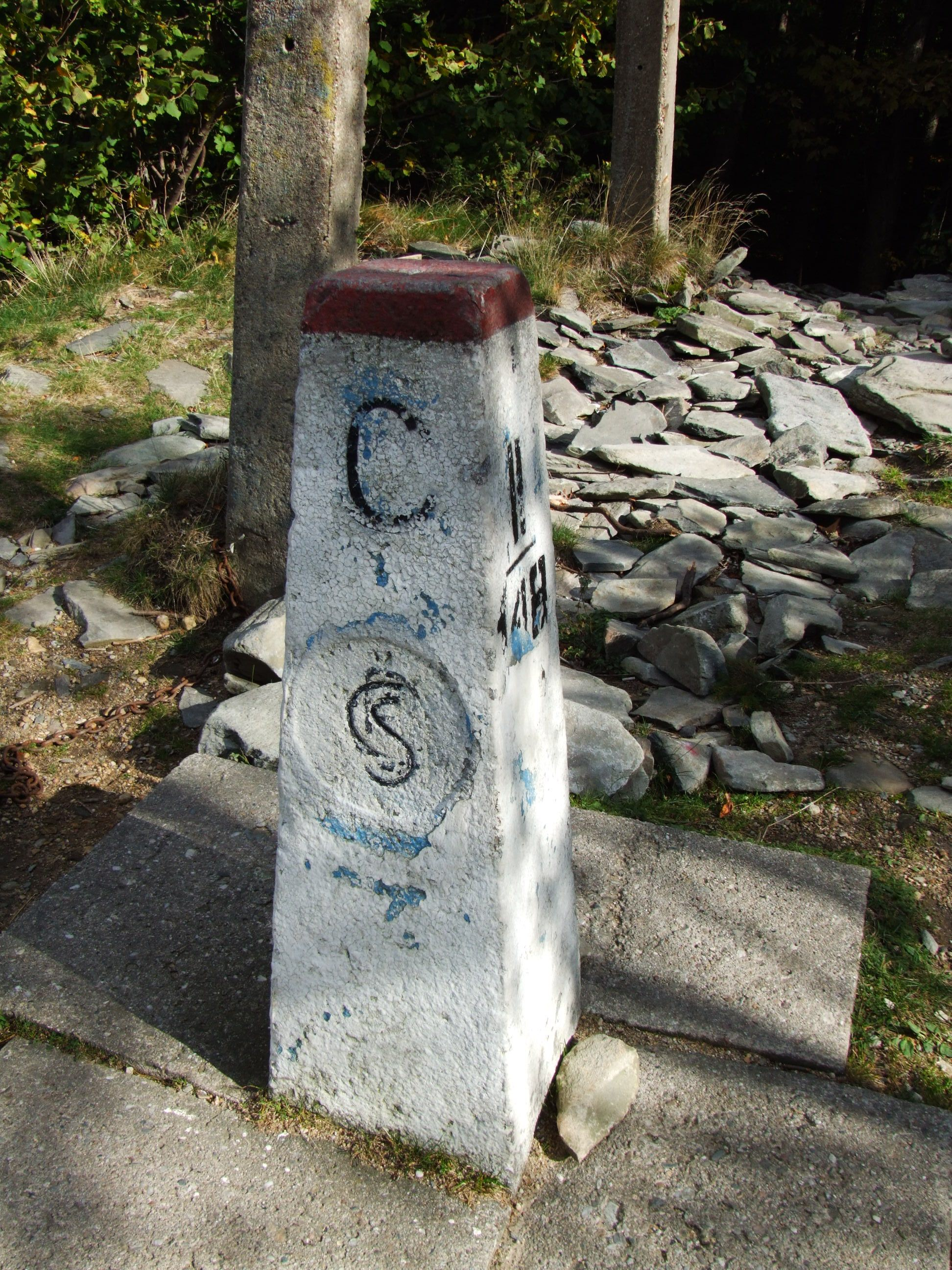
Znak graniczny w Górach Opawskich – widoczne jeszcze oznaczenie czechosłowackie

### Regulacje granic
Podczas wytyczania granicy w 1958 roku Polska przekazała Czechosłowacji 1205,9 ha, natomiast Czechosłowacja Polsce 837,46 ha. Powstał tzw. dług graniczny, tytułem którego do Polski powinno być jeszcze przekazane 368,44 ha. Regulacją tzw. długu zajmuje się od 1992 roku Stała Polsko-Czeska Komisja Graniczna przy Ministerstwie Spraw Wewnętrznych w Warszawie, obecnie resorty przy Ministerstwie Spraw Zagranicznych.
7 kwietnia 2011 roku czeskie radio poinformowało, że Ministerstwo Spraw Wewnętrznych Republiki Czeskiej planuje oddać Polsce 365 ha gruntów, tj. fragment kraju libereckiego, leżących na tzw. cyplu frydlanckim, między Świeradowem-Zdrojem a Bogatynią. 8 kwietnia polski minister Jerzy Miller sprostował, że planowana regulacja linii granicznej nie jest związana z tzw. długiem granicznym, a z procedurami administracyjnymi wynikłymi ze zmian koryt rzek. Obecnie pod uwagę brane są między innymi tereny w okolicach Vidnavy, ziemi jesenickiej oraz w tzw. worku frýdlanckim.

### Długość granicy
Obecnie długość granicy z południowym sąsiadem wynosi 796 km.

#### województwa sąsiadujące z Czechami
- dolnośląskie
- opolskie
- śląskie

#### kraje sąsiadujące z Polską
- liberecki
- hradecki
- pardubicki
- ołomuniecki
- morawsko-śląski

## Historyczny przebieg

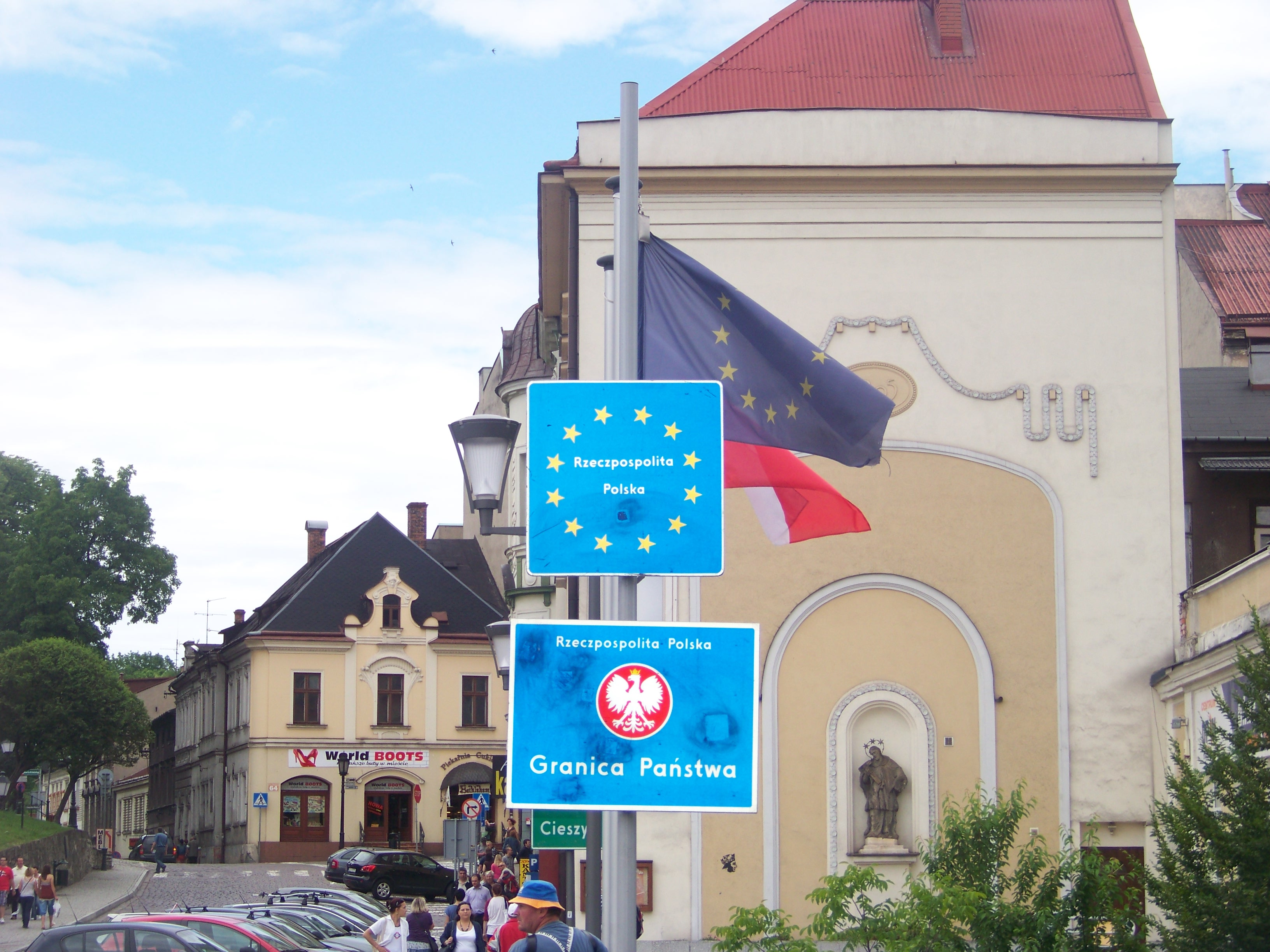
Granica polsko-czeska w Cieszynie. Dzięki Układowi z Schengen zniesiono kontrole graniczne między państwami sygnatariuszami. Komisja Europejska – na zasadzie dwustronnych porozumień – dopuściła do przystąpienia do Układu państwa spoza UE, a więc Norwegię, Islandię i Szwajcarię, co stanowi przykład rozszerzania prawa UE na państwa trzecie

### Granica Polski z Protektoratem Czech i Moraw
Granicą polsko-czeską nazwać także można granicę istniejącą przez kilka miesięcy w 1939 roku.
16 marca 1939 roku Rzesza Niemiecka, po ogłoszeniu przez Słowację niepodległości (w rzeczywistości była ona zależna od III Rzeszy), utworzyła z terenów okupowanych Czech, Moraw i Śląska Czeskiego, które nie zostały wprost przyłączone do Niemiec jako Kraj Sudetów lub do Polski jako Zaolzie, Protektorat Czech i Moraw. Stanowił on autonomiczną niemiecką jednostkę administracyjną, która graniczyła z Polską na odcinku 66 kilometrów, a granica pokrywała się z fragmentem wcześniejszej granicy polsko-czechosłowackiej
Granica ta przestała istnieć 28 września 1939 roku, kiedy to, po agresji Niemiec i ZSRR na Polskę, wojska obu państw w całości zajęły terytorium II RP, w wyniku czego władze niemieckie i radzieckie podpisały pakt o granicach i przyjaźni, który wyznaczał granicę niemiecko-sowiecką na okupowanym terytorium Polski.